# Hugh Ragg
Sir Hugh Hall Ragg, né à Suva le 26 janvier 1882 et mort dans cette même ville le 24 mai 1963,, est un entrepreneur et homme politique fidjien.

## Biographie
Son père, originaire de Birmingham en Angleterre, s'est établi comme colon à Melbourne puis émigre vers 1869 aux Fidji, où il établit à Suva une entreprise d'ingénierie. Hugh Ragg est l'un de ses cinq enfants, et doit quitter l'école à l'âge de 12 ans par la volonté de son père, pour travailler. Employé d'abord dans diverses boutiques à Suva, il s'installe en 1905 à Levuka comme directeur d'une entreprise de commerce général. En 1921 son épouse et lui deviennent gérants d'un hôtel à Ba, et en 1938 il fonde avec son fils une chaîne d'hôtels à travers la colonie britannique, faisant de lui un pionnier de l'industrie du tourisme aux Fidji,.
Il est élu député euro-fidjien au Conseil législatif des Fidji en 1926, puis continuellement réélu jusqu'en 1947, date à laquelle il y accepte un siège comme membre nommé par le gouverneur, jusqu'en 1950. De 1945 à 1954, il est membre du Conseil exécutif de la colonie. 
Il fonde plusieurs clubs de bowling et courts de tennis, et s'engage également dans des actions caritatives, créant notamment et présidant une association de levée de fonds contre la tuberculose. Il est fait chevalier bachelier en 1947 par le roi George VI. Mort à son domicile à l'âge de 81 ans, il est inhumé durant une cérémonie qui attire un plus large public que toutes autres funérailles à Suva auparavant, et au cours de laquelle le drapeau britannique est mis en berne sur tous les bâtiments publics,,.